# Bob Beamon
Robert "Bob" Beamon (Nova Iorque, 29 de agosto de 1946) é um ex-atleta norte-americano.
Ele venceu o salto em distância nos Jogos Olímpicos de Verão de 1968, batendo o recorde mundial com a expressiva marca de 8,90 m. O recorde mundial anterior era de 8,35 m. Como a Cidade do México fica na altitude, onde existe menos resistência do ar já que o mesmo é rarefeito, este fato colaborou para a obtenção da marca.
Bob Beamon tinha apenas 22 anos quando conseguiu o recorde, às 16 horas do dia 18 de outubro de 1968.
Seu recorde mundial durou por longos 23 anos, só sendo batido por Mike Powell em 1991, que obteve a marca de 8,95 m. No entanto, sua marca de 8,90 m ainda continua sendo o recorde olímpico (2024).